# Justus Adrianus Henricus Netscher
Justus Adrianus Henricus Netscher ('s-Gravenhage, 18 april 1818 – aldaar, 25 april 1901) was een Nederlands tekenaar, schilder, lithograaf en ambtenaar

## Familie
Netscher was lid van de in het Nederland's Patriciaat gepubliceerde familie Netscher, nazaat van kunstschilder Caspar Netscher (1639-1684) en een zoon van staatsraad mr. Johannes Theodorus Netscher (1786-1864) en Petronella Jacoba Matthijssen (1790-1868). Hij trouwde in 1867 met jkvr. Sophia Maria Johanna Cornets de Groot van Kraayenburg (1833-1913), lid van de familie De Groot, nazaat van de beroemdste van haar voorvaderen: de rechtsgeleerde Hugo de Groot (1583-1645), en dus ongeveer, gedurende zes kinderjaren, tijdgenoot van de beroemdste voorvader van haar man.
Netscher was bezitter van verschillende schilderijen van zijn beroemdste voorvader, waaronder een zelfportret van Caspar Netscher. Zijn weduwe legateerde die aan het rijk om ze in het Rijksmuseum te Amsterdam te laten hangen.

## Loopbaan

### Kunstenaar
Hij maakte een kunstreis door Duitsland, België en Frankrijk in 1839. Hij was een genre- en interieurschilder. In de jaren 1840-1841 volgde hij een opleiding aan de Koninklijke Academie van Beeldende Kunsten. Hij leverde litho's aan het tijdschrift Kunstkronyk.

### Ambtenaar
In 1841 werd het ministerie van Nijverheid bij KB opgeheven waar zijn vader als administrateur werkzaam was en daarop werd vader Netscher tot Staatsraad in buitengewone dienst benoemd; bij hetzelfde KB werd zoon Netscher als adjunct-commies overgeplaatst van Nijverheid naar het ministerie van Binnenlandse Zaken. Bij KB van 25 mei 1842 werd hij per 1 juli 1842 vervolgens overgeplaatst naar het ministerie van Justitie, zoals de hele afdeling die belast was met het beheer en bestuur van gevangenen en rijksgevangenissen. Bij KB van 21 december 1855 werd hij benoemd tot hoofdcommies. Rond augustus 1858 maakte Netscher met twee collega's een buitenlandse dienstreis met bezoeken aan "de beste buitenlandse gevangenissen" in België, Frankrijk en Duitsland om in opdracht van de minister van Justitie een rapport uit te brengen met voorstellen voor hervorming van het Nederlandse gevangeniswezen; het rapport werd in augustus van dat jaar aangeboden aan de leden van de Staten-Generaal. In 1859 werd geïnformeerd naar de opvolging die was gegeven aan dit rapport en toen werd bekend dat de hervorming van het gevangeniswezen grotendeels gebaseerd werd op de aanbevelingen daaruit. Bij KB van 16 november 1859 werd hem de personele titel van adjunct-inspecteur der gevangenissen verleend. Bij KB van 14 december 1861 werd hij benoemd tot referendaris en inspecteur der gevangenissen. In 1868 solliciteerde hij bij de Tweede Kamer naar de functie van lid van de Algemene Rekenkamer; hij werd echter niet benoemd. Enkele maanden later solliciteerde hij opnieuw naar die functie. Het jaar daarop solliciteerde hij opnieuw. Netscher werd in 1878 benoemd tot een van de vertegenwoordigers van de Nederlandse regering op het congres te Stockholm over het vraagstuk betreffende de vermindering der misdrijven. In 1881 werd hij eervol ontslagen met dank voor de bewezen diensten, als gevolg van een reorganisatie bij het ministerie. In 1883 werd hem bij KB een pensioen verleend van 2600 gulden per jaar (met intrekking van het eerder toegekende wachtgeld).

### Schutterij
Bij KB van 25 juni 1843 werd Netscher benoemd tot tweede luitenant bij de Dienstdoende Schutterij van 's-Gravenhage. Bij KB van 4 februari 1848 werd hij daar benoemd tot eerste luitenant. Bij KB van 29 november 1858 werd aan Netscher, inmiddels kapitein, het ereteken tot beloning van eervolle langdurige werkelijke dienst bij de schutterijen toegekend; dit ereteken voor 15-jarige trouwe dienst werd door majoor jhr. H.P.F. Hooft (1817-1904) plechtig uitgereikt in januari 1859. Diezelfde maand werd hem bij KB van 10 januari 1859 ontslag verleend als kapitein bij de schutterij, met vergunning om het uniform der schutterij, met de onderscheidingstekenen aan zijn rang van kapitein verbonden, voortdurend te blijven dragen.

## Onderscheiding
Bij KB van 12 mei 1874 werd hij benoemd tot Ridder in de Orde van de Nederlandse Leeuw.